# Gandino
Gandino is een gemeente in de Italiaanse provincie Bergamo (regio Lombardije) en telt 5722 inwoners (31-12-2004). De oppervlakte bedraagt 29,1 km², de bevolkingsdichtheid is 141,27 inwoners per km².
De volgende frazioni maken deel uit van de gemeente: Barzizza en Cirano.

## Demografie
Gandino telt ongeveer 2293 huishoudens. Het aantal inwoners daalde in de periode 1991-2001 met 2,1% volgens cijfers uit de tienjaarlijkse volkstellingen van ISTAT.
| Jaar | Inwoneraantal |
| ---- | ------------- |
| 1991 | 5769          |
| 2001 | 5649          |
| 2004 | 5722          |

## Geografie
De gemeente ligt op ongeveer 553 m boven zeeniveau.
Gandino grenst aan de volgende gemeenten: Casnigo, Cazzano Sant'Andrea, Cerete, Clusone, Endine Gaiano, Leffe, Peia, Ponte Nossa, Ranzanico, Rovetta en Sovere.

## Externe link

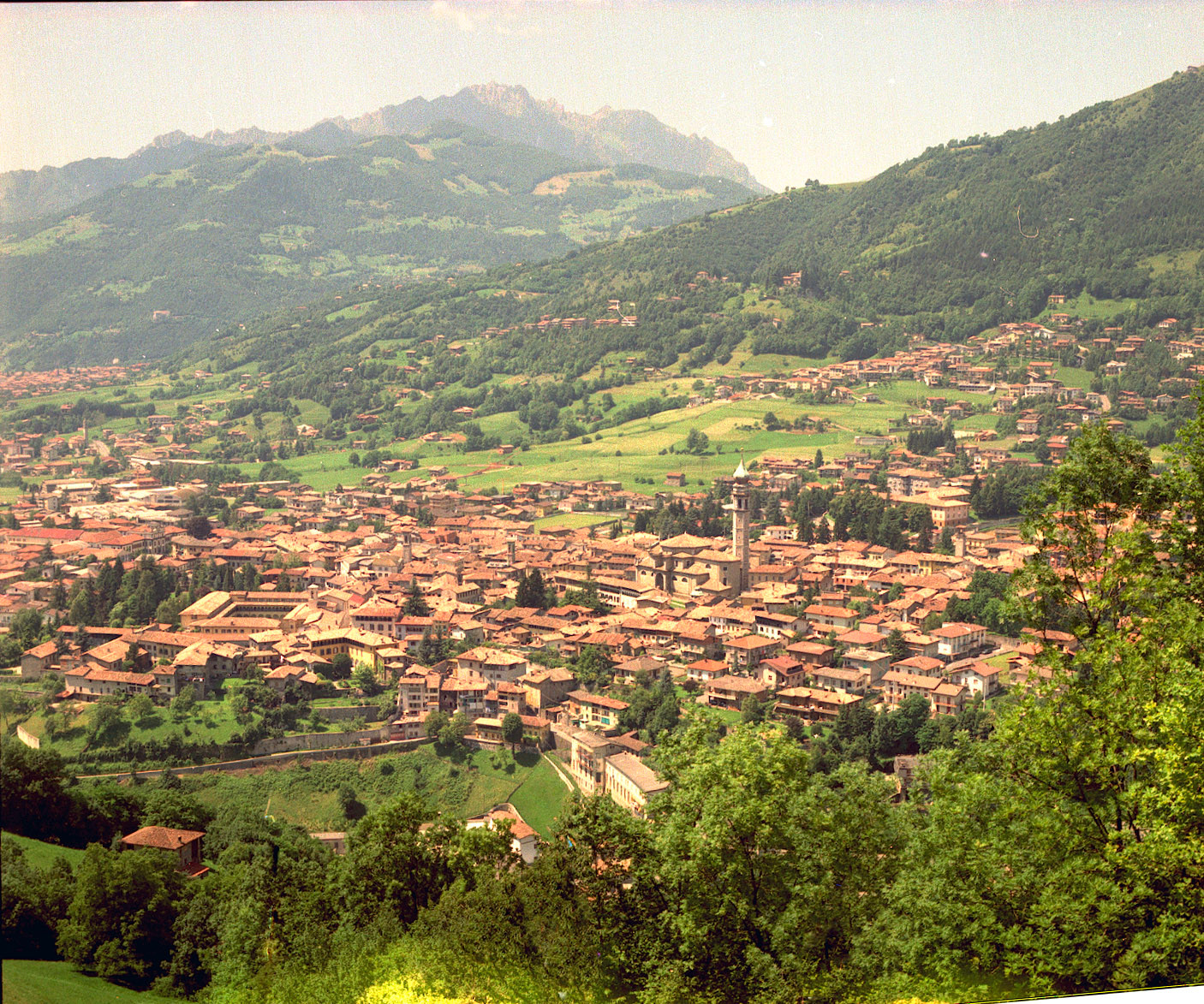
Panorama